# Múscul flexor curt del menovell
El múscul flexor curt del menovell o múscul flexor curt del dit auricular (musculus flexor digiti minimi brevis manus), és un múscul de la mà que permet flexionar el dit petit. Es troba en el mateix pla que l'abductor, en el seu costat radial.
Sorgeix de la superfície convexa de l'hamulus (apòfisi unciforme) de l'os ganxut, i la superfície palmar del retinacle flexor de la mà, i s'insereix en el costat cubital de la base de la primera falange del dit petit.
Està separada de l'abductor, en el seu origen, per les branques profundes de l'artèria cubital i el nervi cubital. Aquest múscul de vegades no està present, en aquests casos, l'abductor sol ser més gran del normal. És un múscul hipotènar.
El múscul flexor curt del menovell, igual que altres músculs hipotènars, està innervat per la branca profunda del nervi cubital.

## Imatges

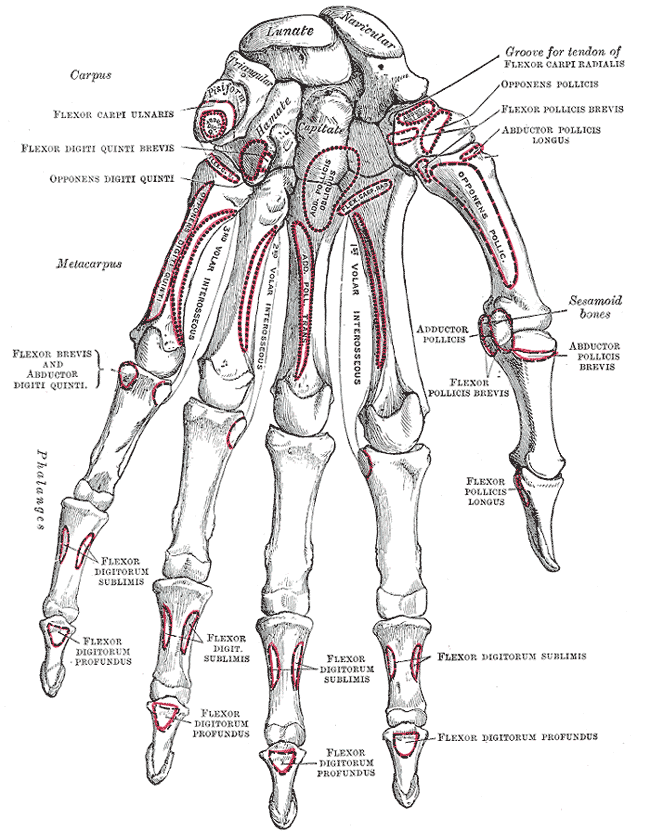
Ossos de la mà esquerra. Superfície palmar.
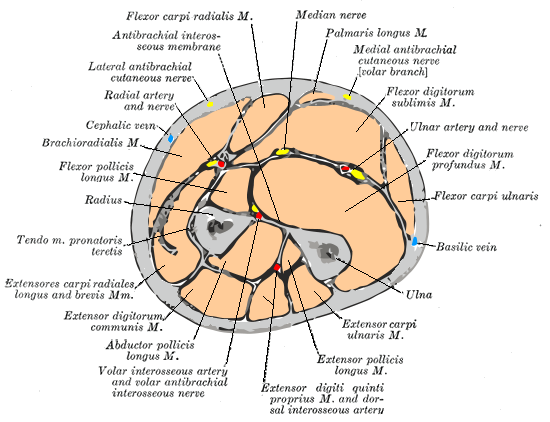
Secció transversal de la part mitjana de l'avantbraç.
Secció transversal a nivell del canell i els dits.
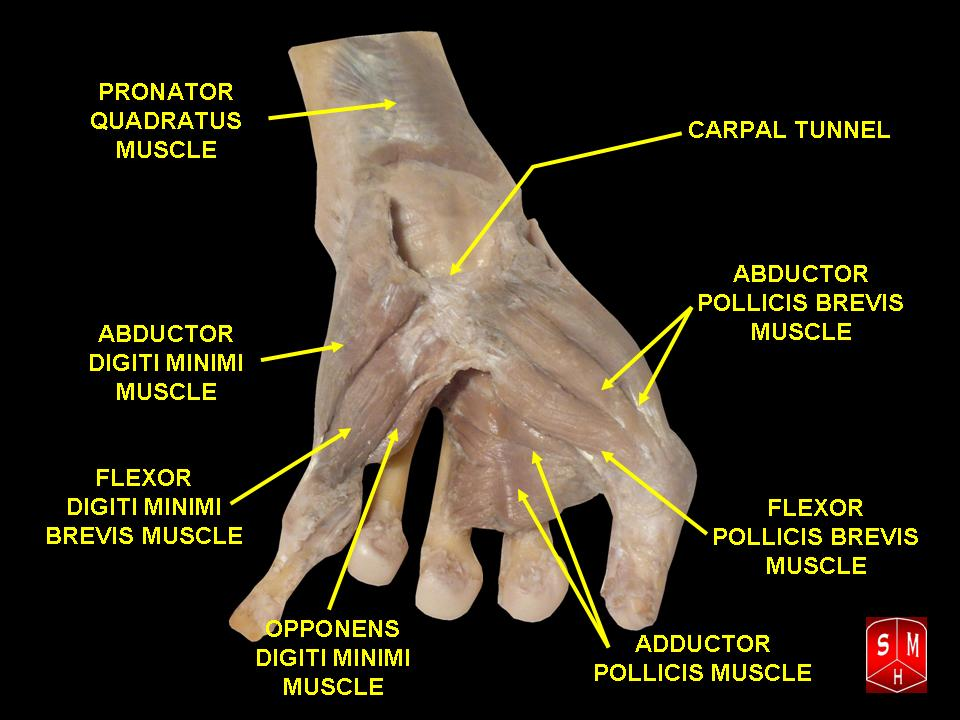
Múscul flexor curt del menovell.
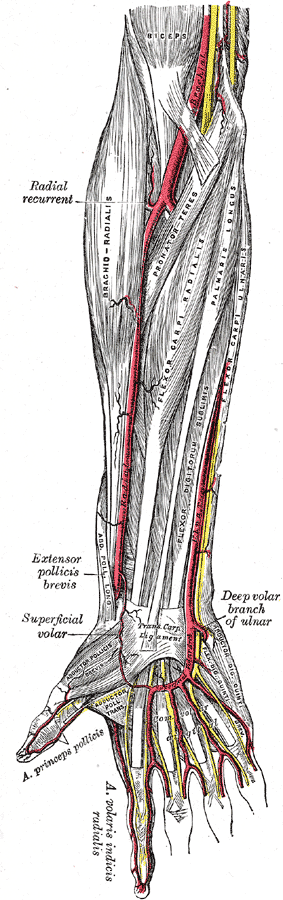
Artèries radial i cubital.
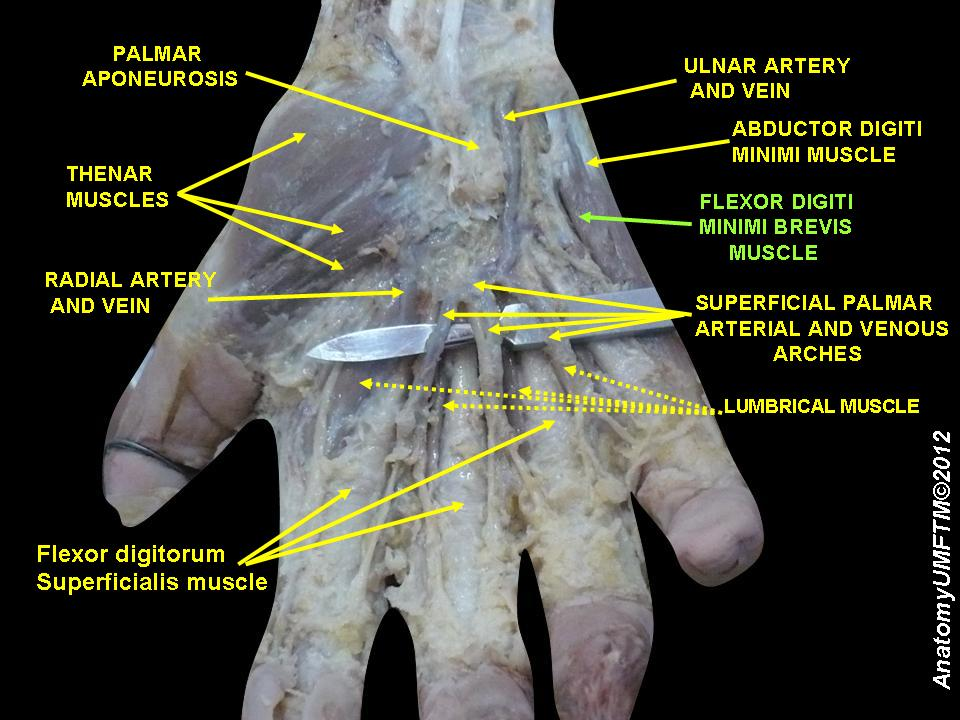
Múscul flexor curt del menovell.
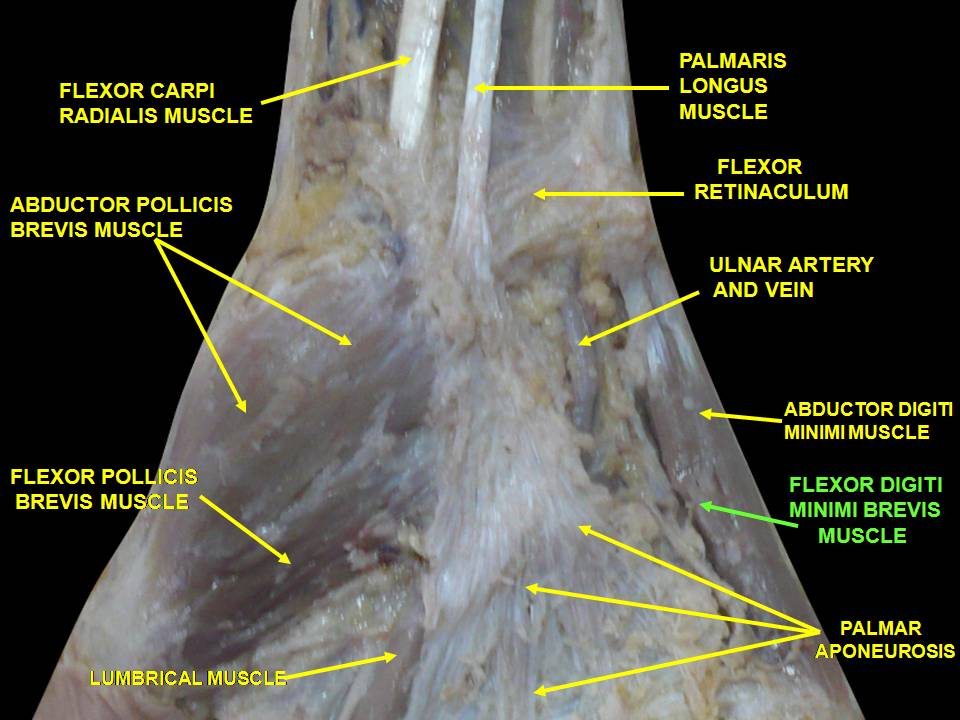
Múscul flexor curt del menovell.
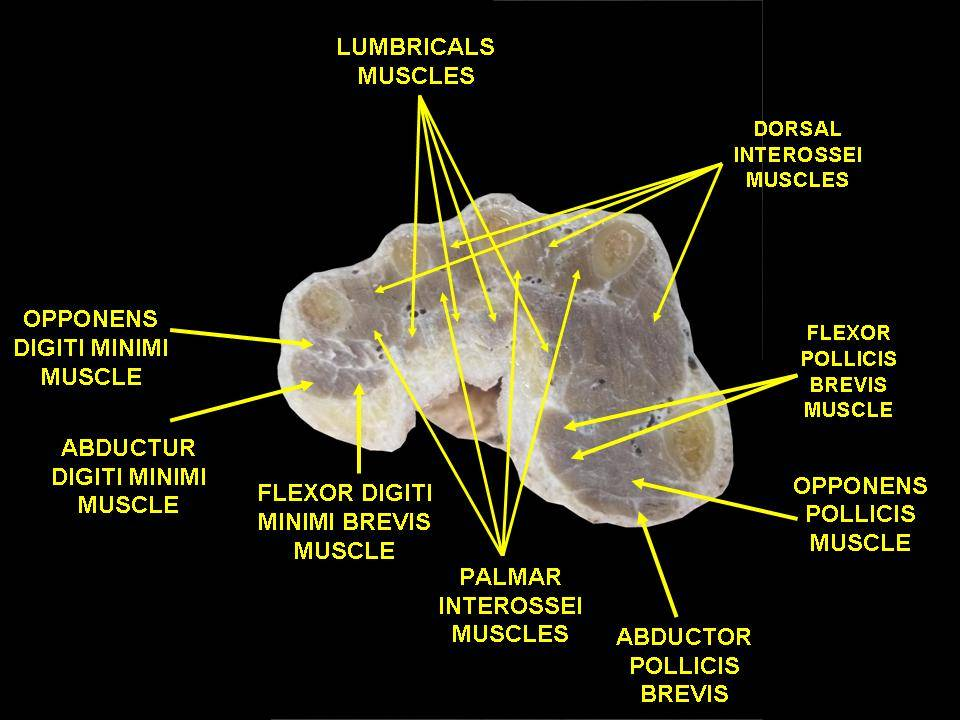
Secció transversal dels músculs de la mà.